# Дарон Аджемоглу
Дарон Аджемоглу (тур. Daron Acemoğlu; нар. 3 вересня 1967, Стамбул) — турецький і американський економіст вірменського походження. Лауреат Премії Нобеля з економіки 2024 (спільно з Джеймсом Робінсоном і Саймоном Джонсоном).
Попри те, що основним колом інтересів Аджемоглу є динамічні моделі ринку праці, найбільшої популярності набрали його роботи, проведені спільно з Джеймсом Робінсоном. Їх темою стали демократія, диктатура та вплив економічних інститутів на політичний розвиток.

## Біографія
Народився в родині стамбульських вірмен. У 1986 закінчив стамбульський Ліцей Галатасарай.
У червні 1989 отримав ступінь бакалавра в Йоркському університеті (Велика Британія), у 1990-1992 ступінь магістра і доктора — в Лондонській школі економіки. З 2004 р. є професором Массачусетського технологічного інституту.
Лауреат медалі Джона Бейтса Кларка (John Bates Clark Medal, 2005), яку вручають економістам у віці до 40 років за вклад у розвиток економічної думки. За престижністю нагорода поступається лише Нобелівській премії.
Входить до числа 10 найцитованіших економістів світу.
У 2011 уряд Туреччини запропонував професору Аджемоґлу посаду постійного представника Туреччини в Організації економічного співробітництва та розвитку (Organisation for Economic Cooperation and Development — OECD), але професор відмовився працювати на турецький уряд.
У 2014 увійшов до Експертної ради при Міністерстві економіки України.
На сьогодні українською перекладена лише одна його книга «Чому нації занепадають», яка написана у співавторстві з Джеймсом Робінсоном. Книга побачила світ у 2016 у київському видавництві «Наш Формат», у серії ICU Business books. Переклав її доктор політичних наук, професор кафедри політології НаУКМА Олександр Дем'янчук.
Станом на середину 2019 у нього було понад 60 аспірантів. Серед його докторантів - Роберт Шимер, Марк Агіар, Пол Антрас і Габріель Керролл. 2014 року він заробив $841 380, що зробило його одним з найкращих заробітчан у MIT.
Є членом Національної академії наук США, Американської академії мистецтв і наук, Економетричного товариства, Європейської економічної асоціації та інших наукових товариств. Він є науковим співробітником Національного бюро економічних досліджень і старшим науковим співробітником Канадського інституту перспективних досліджень. З 2011 по 2015 рік він був редактором Econometrica, академічного журналу, що видається Економетричним товариством.

## Публікації
- «Хороші роботи проти поганих» (Good Jobs versus Bad Jobs, 2001);
- «Економічні початки диктатури і демократії» (Economic Origins of Dictatorship and Democracy, 2005, у співавторстві з Джеймсом Робінсоном);
- «Основи сучасного економічного зростання» (Introduction to Modern Economic Growth, 2009).
- Чому нації занепадають? Походження влади, багатства і бідності, (Why Nations Fail: The Origins of Power, Prosperity, and Poverty, 2012, у співавторстві з Джеймсом Робінсоном, Crown Business, — ISBN 0307719219), видання українською — «Наш Формат», 2016. — 527 стор.
- «Вузький коридор: держави, суспільства і доля свободи» (The Narrow Corridor. States, Societies, and the Fate of Liberty, 2019, у співавторстві з Джеймсом Робінсоном,  Penguin Press, — ISBN 978-0735224384), видання українською — «Наш Формат», 2020. — 520 стор., — ISBN 978-6177866175.